# Revolutions (Blind Channel)
Revolutions è il primo album in studio del gruppo musicale finlandese Blind Channel, pubblicato nel 2016.

## Tracce
1. Bullet (With Your Name on It) – 3:35
2. Pitfall – 3:27
3. Deja Fu – 3:33
4. Hold On to Hopeless – 3:42
5. What's Wrong – 3:32
6. My Revolution – 3:24
7. Another Sun – 3:28
8. Unforgiving – 3:39
9. Don't – 3:39 – Ed Sheeran cover
10. Darker Than Black – 3:34
11. Enemy for Me – 3:20

## Formazione
- Joel Hokka – voce
- Niko Moilanen – voce
- Joonas Porko – chitarra, cori
- Olli Matela – basso
- Tommi Lalli – batteria